# Bunkeranlage Maybach I

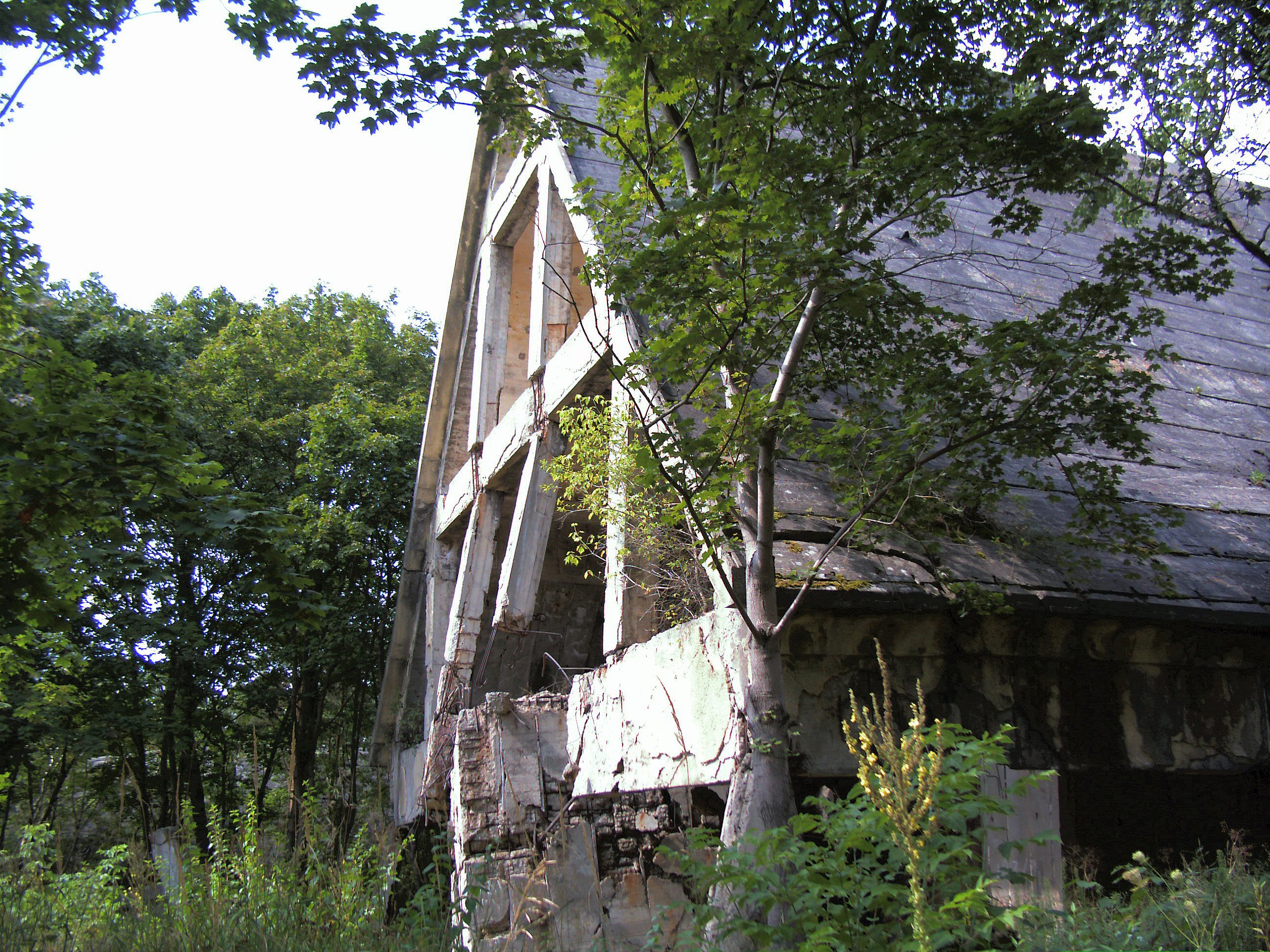
Reste des Hauses 2 der Bunkeranlage Maybach I

Die Bunkeranlage Maybach I sind denkmalgeschützte Bauwerke im Ortsteil Wünsdorf der Stadt Zossen in Brandenburg. Im örtlichen Denkmalverzeichnis sind sie unter der Erfassungsnummer 091 05033 verzeichnet.

## Allgemeines
Die Bunkeranlage Maybach I in der Zeppelinstraße in Wünsdorf war Teil der Kommandozentrale Zossen und wurde vom Großteil des Oberkommandos des Heeres (OKH) während des Zweiten Weltkriegs als Hauptquartier benutzt. Zur Kommandozentrale Zossen gehörte auch die Bunkeranlage Maybach II, welche als Hauptquartier des Oberkommandos der Wehrmacht (OKW) diente, sowie der Fernmeldebunker Zeppelin.
Die Bunkeranlage liegt auf dem Gelände der sogenannten Verbotenen Stadt.

Bunkeranlage Maybach I mit dem Bunker Zeppelin

## Geschichte und Beschreibung
Mit dem Bau der Bunkeranlage wurde 1937 begonnen und 1940 wurde das letzte Gebäude fertiggestellt. Die Maybach I war eine aus 12 Wohnhäusern mit künstlichen Dächern, Fenstern und Türen als Landhaussiedlung getarnte Bunkeranlage. Die Bunker waren durch einen Ringstollen miteinander verbunden. Durch den sogenannten Südstollen im Norden der Anlage bestand eine Verbindung mit dem Fernmeldebunker Zeppelin. Im April 1945 wurde die Anlage durch die Rote Armee besetzt und nach dem Ende des Zweiten Weltkriegs wurde sie demontiert und zum Teil gesprengt.